# يسن (إلستر)
يسن (الشتر) (بالألمانية: Jessen (Elster)) هي مدينة و بلدة ألمانية تقع في ألمانيا في ساكسونيا أنهالت.  يقدر عدد سكانها بـ 14,562 نسمة .

## المدن التوأمة
مدن زندن (بافاريا) و Ruhlsdorf هي مدن توأمة لـيسن (الشتر).

## أعلام
- هربرت كايزر
- كارل لامبرخت